# Steve Davis (musicista)
Steve Davis, anche conosciuto con il suo nome musulmano Luquman Abdul (Filadelfia, 1929 – 21 agosto 1987), è stato un contrabbassista statunitense, molto attivo negli anni sessanta.

## Biografia
Nel 1960 è stato membro, seppur brevemente, del celebre quartetto di John Coltrane, prima di essere rimpiazzato da Reggie Workman.
Davis ha suonato in My Favorite Things (album) col quartetto.
Ha anche registrato con Chuck Mangione in Hey Baby!, e con il cognato McCoy Tyner nell'album Nights of Ballads & Blues.

## Discografia
Con Freddie McCoy 
- Spider Man (Prestige, 1965)
- Peas 'n' Rice (Prestige, 1967)

 Con James Moody 
- Cookin' the Blues (Argo, 1961)

 Con John Coltrane 
- My Favorite Things

 Con McCoy Tyner 
- Nights of Ballads & Blues